# José Ángel Antelo
José Ángel Antelo Paredes (Noia, 7 maggio 1987) è un ex cestista e politico spagnolo, professionista nella Liga ACB.